# مریم بنمبارک
مریم بنمبارک (انگلیسی: Meryem Benm'Barek-Aloïsi؛ زادهٔ ۱۹۸۴) فیلم‌نامه‌نویس و کارگردان فیلم اهل مراکش است.

## فیلم‌شناسی
- سوفیا